# Gretenberg
Gretenberg is een plaats in de Duitse gemeente Sehnde, deelstaat Nedersaksen, en telt 141 inwoners.
Zie voor meer informatie: Sehnde.